# Janusz Radziwiłł (1612–1655)
Janusz Radziwiłł  (en lituanien : Jonušas Radvila), né le 12 décembre 1612 - mort le 31 décembre 1655, magnat polonais, noble du grand-duché de Lituanie, membre de la famille Radziwiłł. Il a occupé plusieurs offices dans l'administration de la république des Deux Nations, comme celui de chambellan de la cour de Lituanie (1633), hetman de champ de Lituanie (1646) et grand-hetman de Lituanie (1654). Il fut également voïvode de Vilnius, staroste de Samogitie, Kamieniec Podolski, Kazimierz Dolny et Sejwy.

## Biographie

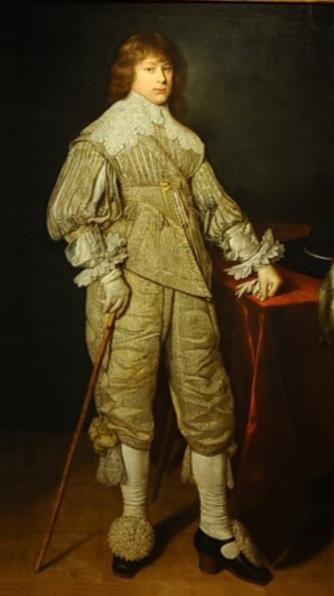
le jeune Janusz Radziwiłł, peint par David Bailly en 1632

En septembre 1628, le jeune Janusz Radziwiłł, âgé de 16 ans, entreprend un voyage de quatre ans qui le mène principalement en Allemagne et aux Pays-Bas. Il rentre à Varsovie à l'automne 1632. Peu après, Władysław IV Vasa, qui vient d'être élu roi de Pologne et grand-duc de Lituanie, le charge d'une mission diplomatique aux Pays-Bas et au Royaume-Uni. Il reçoit en récompense son premier poste gouvernemental en devenant podkomorzy (Chamberlain) de Lituanie au début de 1633.
En 1634, il accompagne son souverain pendant la guerre de Smolensk, mais ne participe pas activement aux combats. Au cours des cinq années suivantes, il passe beaucoup de temps à la cour. En 1635, il est staroste de Kamieniec Podolski, et en 1638, de Kazimierz Dolny. À partir de 1636, il administre les biens de sa famille, assez mal, selon ses propres aveux. Il assiste également à la plupart des sessions de la Sejm (Diète de la république de Pologne).

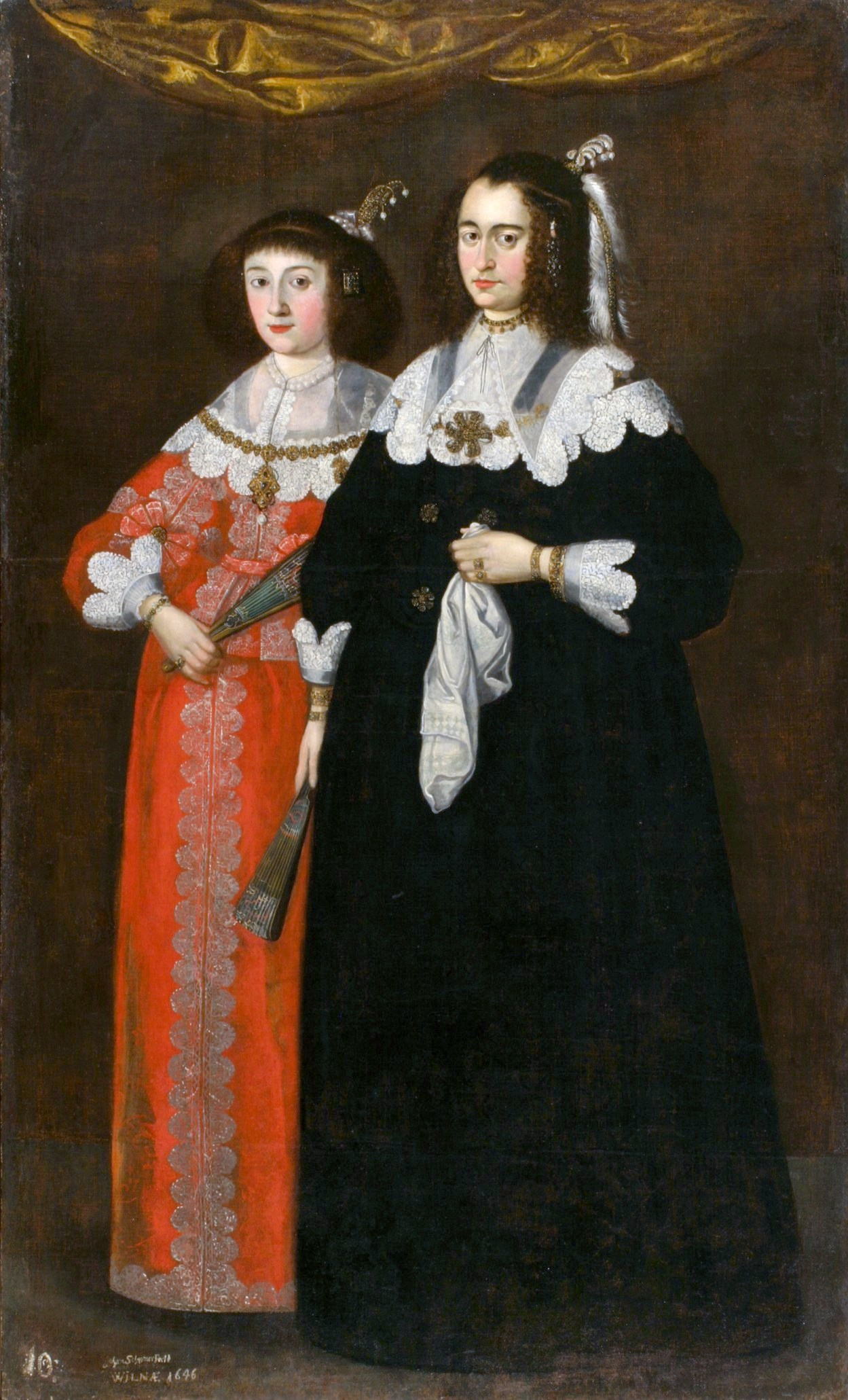
Les deux épouses de Radziwiłł, (vers 1640)

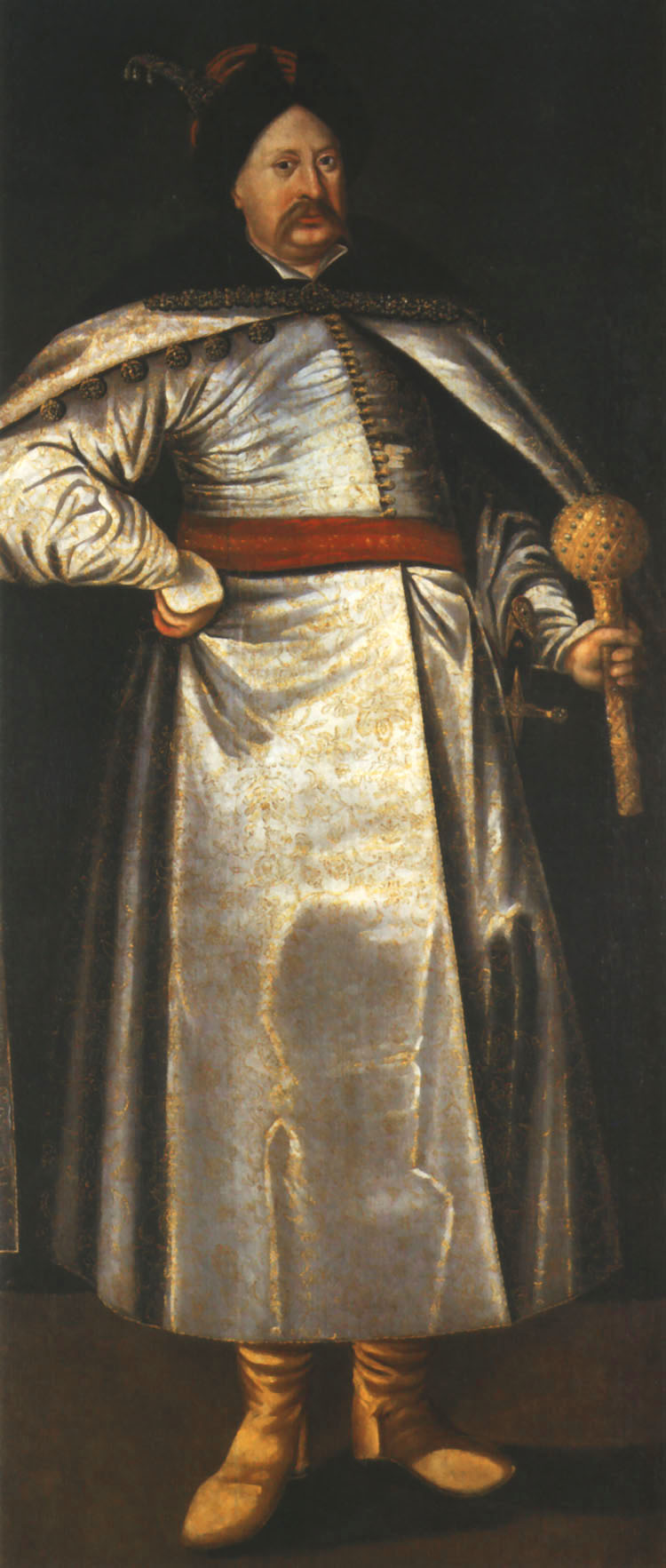
Le grand hetman de Lituanie, Janusz Radziwiłł, portant le buława dans sa main gauche

La mort de son père, en 1641, fait de Janusz Radziwiłł l'un des magnats les plus puissants de la République. En 1646, il devient membre du Sénat. En avril de cette même année, il est nommé Hetman de champ de Lituanie, et en novembre, il reçoit un autre titre prestigieux, celui d'un staroste de Samogitie. En 1648, il est élu à la Cour suprême du grand-duché de Lituanie.
Cette année-là, la république des Deux Nations doit faire face à deux événements dramatiques : la mort du roi Władysław IV (auquel va succéder Jan II Kazimierz Vasa), et le début du soulèvement de Khmelnytsky. En février 1649, Janusz Radziwiłł commande les forces de la République dans la victorieuse bataille de Mazyr, et en juillet, à la bataille de Berestechko.
Radziwiłł est encore victorieux à la deuxième bataille de Berestechko (en), en juillet 1651. Il s'empare de Kiev le 4 août, et gagne la bataille de Bila Tserkva (en) en septembre.
En 1653, les Cosaques s'allient avec la Russie et envahissent l'est de la République. En mars, Janusz Radziwiłł est nommé voïvode de Vilnius. Le 17 juin 1654 il est élevé au rang de Grand Hetman de Lituanie. Malgré ces nominations successives, les relations entre Radziwiłł et le roi se dégradent. À la fin du mois d'août 1654, Janusz Radziwiłł vainc les Russes à la bataille de Chklow. Ce sera sa dernière victoire. Quelques jours plus tard les Russes prennent leur revanche à la bataille de Szepielewicze. L'hiver suivant, la contre-offensive lituanienne échoue avec le siège infructueux de Mahiliow.
Alors que la guerre contre la Russie commence à s'enliser, la république des Deux Nations doit soudainement faire face à un nouvel ennemi. En juin 1652, les forces suédoises progressent à travers les territoires du nord. Cette invasion suédoise, prélude à la première guerre du Nord, est connue dans l'histoire comme étant le déluge de la Pologne.
Avec son cousin Bogusław Radziwiłł, Janusz entame des pourparlers avec le roi de Suède Charles X Gustave, sur la façon d'annuler l'union de Lublin qui a instauré la république des Deux Nations. Janusz déclare le Grand-Duché sous protectorat suédois en signant le traité de Kėdainiai (en), le 17 août 1655,,, puis il signe le 20 octobre, un autre traité selon lequel l'union de Suède-Lituanie est fondée et par lequel Radziwiłł prend le pouvoir sur une partie du Grand-Duché.
Janusz Radziwiłł n'est pas le seul à abandonner le camp de la République. Beaucoup de nobles polonais, comme le député-chancelier de la Couronne Hieronim Radziejowski (en) et le grand-trésorier Bogusław Leszczyński, estimant que Jan II Kazimierz est un roi faible, encouragent Charles Gustave à s'emparer de la couronne polonaise. Quand le voïvode de Poznań Krzysztof Opaliński offre la reddition de la Grande-Pologne à Charles Gustave, il est rapidement suivi par d'autres voïvodes.
Bientôt une grande partie de la République, y compris Varsovie, Cracovie, et les parties occidentales du Grand-Duché, sont occupées par les Suédois. Après quelques années, Jan II Kazimierz et ses alliés parviennent à reprendre le pouvoir en commençant par le siège de Jasna Góra (en) et le mouvement de résistance de la Confédération de Tyszowce. La défaite suédoise et la retraite des territoires de la République met brutalement fin aux plans de Janusz et Bogusław. Janusz Radziwiłł meurt à Tykocin, assiégée par les forces fidèles à la République.
En 1657, Tykocin est reprise par l'armée lituanienne sous les ordres de Paweł Sapieha. Le corps de Janusz Radziwiłł est transporté à Sielec près de Brest (Biélorussie actuelle), avant d'être inhumé dans la crypte ancestrale de Kėdainiai.

## Mariages et descendance
Le 2 février 1638, le calviniste Janusz Radziwiłł épouse Katarzyna Potocka qui elle, est catholique. Ils ont trois enfants, mais seule leur fille Anna Maria, née en 1640, parviendra à l'âge adulte. Celle-ci épousera Bogusław Radziwiłł, cousin de Janusz Radziwiłł.
Son épouse étant décédée le 21 novembre 1642, Janusz Radziwiłł se remarie, en 1645, avec Marie Lupu, fille de Basile le Loup, un hospodar moldave. Le mariage est facilement accepté par le roi qui est à la recherche d'alliés dans une éventuelle guerre contre l'Empire ottoman. Le mariage a lieu à Iași en Moldavie. Le père de la mariée étant son vassal, le sultan Ibrahim Ier a également donné son accord.

## Sources
- Notices d'autorité :   - VIAF
  - ISNI
  - IdRef
  - LCCN
  - GND
  - Pologne
  - NUKAT
  - Tchéquie
  - WorldCat

- (en) Cet article est partiellement ou en totalité issu de l’article de Wikipédia en anglais intitulé « Janusz Radziwiłł (1612–55) » (voir la liste des auteurs).

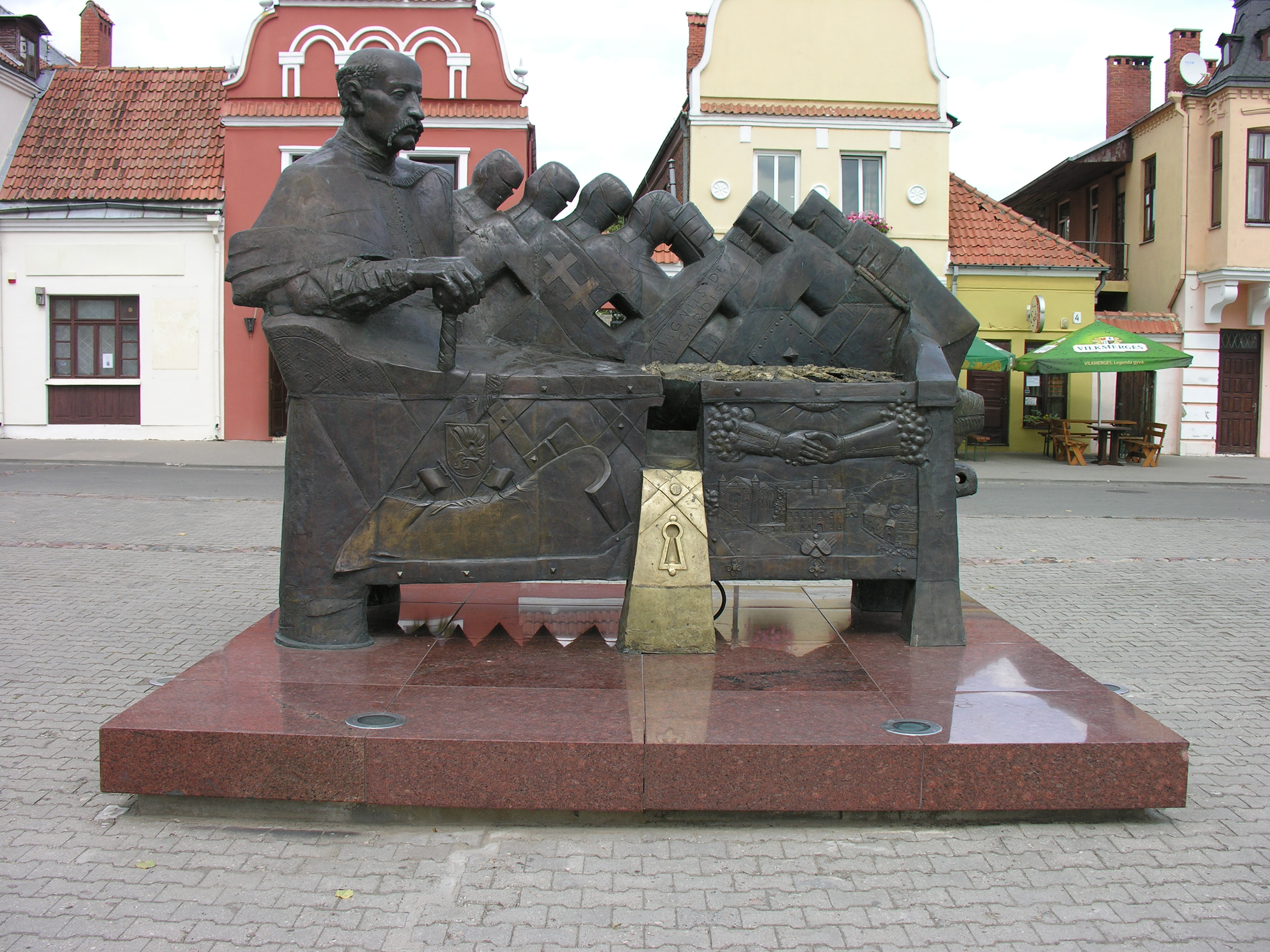
Monument à la mémoire de Janusz Radziwiłł à Kėdainiai

- (pl) Henryk Wisner, Janusz Radziwiłł 1612-1655 : wojewoda wileński, hetman wielki litewski, MADA, 2000, 269 p. (ISBN 978-83-86170-48-7)